# Kathedraal van Newport
De kathedraal van Newport, ook wel de Sint-Wooloskathedraal, is een kathedraal van de Kerk in Wales in Newport, Wales, en de zetel van de bisschop van Monmouth. De kathedraal is opgedragen aan Sint-Gwynllyw, een heilige uit Wales. De naam 'Woolos' is afgeleid van Gwynllyw.

## Geschiedenis
Het oudste gedeelte van de kathedraal stamt uit de 9e eeuw. In die tijd werd een al bestaande houten kerk vervangen door een stenen gebouw, waarvan nu dus nog maar een klein gedeelte bestaat. Dat komt doordat in ca. 1050 de kerk werd aangevallen door piraten. Zo'n dertig jaar later bouwden de Normandiërs een nieuw schip. Rond 1200 werd de ruïne van de Angelsaksische kerk (het gebouw uit de 9e eeuw) herbouwd. De Normandische en Angelsaksische gedeelten werden aan elkaar verbonden.
In 1402 vielen troepen van Owain Glyndŵr de kerk aan. Het gebouw moest daardoor hersteld worden, waarbij bovendien de toren werd bijgebouwd. Waarschijnlijk is de kerk ook beschadigd geraakt tijdens de Engelse Burgeroorlog. 
In 1929 kreeg de kerk de status van prokathedraal. Twintig jaar later, in 1949, werd de kerk kathedraal.